# Dumbrăveancă kurol
Dumbrăveanca kurol (Leptosomus discolor) este singura pasăre din familia Leptosomidae, care anterior era adesea plasată în ordinul Coraciiformes, dar acum este plasată în propriul său ordin Leptosomiformes. Ea se află la baza unui grup care conține Trogoniformes, Bucerotiformes, Piciformes și Coraciiformes.
Este o pasăre de talie medie și mare, care locuiește în păduri și zone împădurite din Madagascar și Insulele Comore. Sunt descrise trei subspecii: L. d. discolor se găsește în Madagascar și insula Mayotte, L. d. intermedius în Anjouan și L. d. gracilis în Grand Comoro. Pe baza dimensiunii sale mai mici, a diferențelor de penaj și a diferenței minore de voce, ultima dintre acestea este uneori considerată o specie separată.